# Palais de Philippe d'Anjou

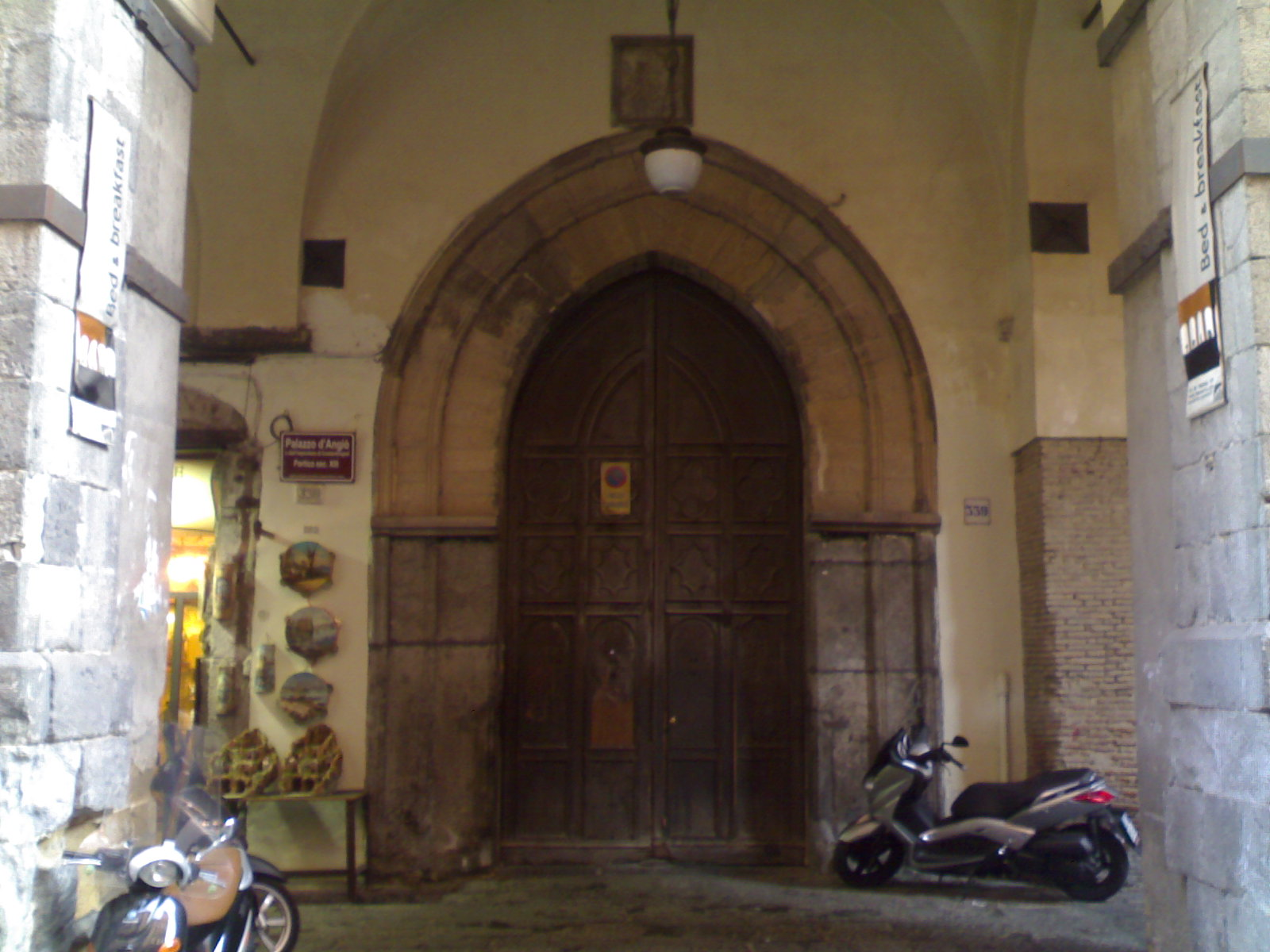
Portail de l'immeuble

Le Palazzo Filippo di Valois, ou également Palais de l'Empereur de Constantinople et plus tard Palazzo Cicinelli, est un palais nobiliaire situé dans le quartier de San Lorenzo à Naples . 

## Description
Il fut érigé en style gothique comme résidence de Philippe d’Anjou, prince de Tarente et empereur de Constantinople; il a incorporé et été partiellement construit sur plusieurs bâtiments préexistants avec la création d’une série d’arcades gothiques. Plus tard, le bâtiment passa à la famille Cicinelli qui le restaura en dotant les arcades d'arches rondes et en le décorant dans un style baroque, comme on peut le voir aux fenêtres. 
De l'ancien complexe, restent la structure du portique et la porte centrale de l'âge de la principauté; à gauche, en haut, une fresque du XIVe siècle représentant la Vierge Marie. Dans la cour, il y a un bas-relief en marbre avec l'emblème de la famille (un canard et trois lys). Les arcades du palais, sous le règne d'Alphonse V d'Aragon abritaient la nouvelle Académie pontanienne, appelée Porticus Antonianus, présidée par Antonio Beccadelli, dit le Panormita. 
Aujourd'hui, un marché local se déroule sous les arcades. Le bâtiment est assez dégradé, en fait les piliers de piperno sont soutenus par une cage en métal, endommagée par les superstructures baroques qui ont suivi. 